# Bahnstrecke Raspenava–Bílý Potok pod Smrkem
| Kursbuchstrecke (SŽ): | 038                  |                                                     |                                     |
| Streckenlänge: | 6,213 km             |                                                     |                                     |
| Spurweite: | 1435 mm (Normalspur) |                                                     |                                     |
| Streckengeschwindigkeit: | 40 km/h              |                                                     |                                     |
| |                      |                                                     |                                     |
| \| \| \| von Zawidów (vorm. SNDVB) \| \| \| \| 0,000 \| Raspenava früher Raspenau \| 355 m \| \| \| \| nach Pardubice hl. n. (vorm. SNDVB) \| \| \| \| \| Smědá (Wittig) \| \| \| \| 1,724 \| Luh pod Smrkem früher Mildenau \| 345 m \| \| \| 2,812 \| Lužec pod Smrkem früher Mildeneichen \| 360 m \| \| \| 4,626 \| Hejnice früher Haindorf-Bad Liebwerda \| 385 m \| \| \| 6,213 \| Bílý Potok pod Smrkem früher Weißbach (Tafelfichte) \| 400 m \| \| \| \| \| \| \| Quellen: [1] \| \| \| \| |                      |                                                     |                                     |
| Strecke |                      | von Zawidów (vorm. SNDVB)                           | von Zawidów (vorm. SNDVB)           |
| Bahnhof | 0,000                | Raspenava früher Raspenau                           | 355 m                               |
| Abzweig geradeaus und nach rechts |                      | nach Pardubice hl. n. (vorm. SNDVB)                 | nach Pardubice hl. n. (vorm. SNDVB) |
| Brücke über Wasserlauf |                      | Smědá (Wittig)                                      | Smědá (Wittig)                      |
| Haltepunkt / Haltestelle | 1,724                | Luh pod Smrkem früher Mildenau                      | 345 m                               |
| Haltepunkt / Haltestelle | 2,812                | Lužec pod Smrkem früher Mildeneichen                | 360 m                               |
| Haltepunkt / Haltestelle | 4,626                | Hejnice früher Haindorf-Bad Liebwerda               | 385 m                               |
| Kopfbahnhof Streckenende | 6,213                | Bílý Potok pod Smrkem früher Weißbach (Tafelfichte) | 400 m                               |
| |                      |                                                     |                                     |
| Quellen: |                      |                                                     |                                     |

Die Bahnstrecke Raspenava–Bílý Potok pod Smrkem ist eine Eisenbahnverbindung in Tschechien, die ursprünglich durch die Friedländer Bezirksbahnen (FrBB) als staatlich garantierte Lokalbahn erbaut und betrieben wurde. Sie zweigt in Raspenava (Raspenau) von der Bahnstrecke Pardubice–Zawidów ab und führt am Fuß des Isergebirges im Tal der Smědá (Wittig) über Hejnice (Haindorf) nach Bílý Potok pod Smrkem (Weißbach an der Tafelfichte).
Nach einem Erlass der tschechischen Regierung ist die Strecke seit dem 20. Dezember 1995 als regionale Bahn („regionální dráha“) klassifiziert.

## Geschichte
Am 15. Februar 1899 erhielt der Bezirksausschuss Friedland in Böhmen „die erbetene Concession zum Baue und Betriebe einer als normalspurige Localbahn auszuführenden Locomotiveisenbahn von der Station Raspenau-Liebwerda der Süd-Norddeutschen Verbindungsbahn nach Weißbach“ erteilt. Teil der Konzession war die Verpflichtung, die Strecke innerhalb von zwei Jahren fertigzustellen. Eröffnet wurde die neue Lokalbahn am 3. Mai 1900.
Am 1. Januar 1925 wurde die Friedländer Bezirksbahn verstaatlicht. Die Strecke gehörte nun zum Netz der Tschechoslowakischen Staatsbahnen (ČSD).
Nach der Angliederung des Sudetenlandes an Deutschland im Herbst 1938 kam die Strecke zur Deutschen Reichsbahn, Reichsbahndirektion Dresden. Im Reichskursbuch war die Verbindung nun als KBS 160k Raspenau–Weißbach (Tafelfichte) enthalten. Nach dem Ende des Zweiten Weltkrieges am 8. Mai 1945 kam die Strecke wieder vollständig zu den ČSD.
Am 1. Januar 1993 ging die Strecke im Zuge der Dismembration der Tschechoslowakei an die neu gegründeten České dráhy (ČD) über.
Der Fahrplan gültig ab Dezember 2013 sah insgesamt 17 Reisezugpaare vor, die in einem angenäherten Einstundentakt verkehren. Am Wochenende werden die Züge als Flügelzug von Raspenava nach Liberec durchgebunden.
Die Elektrifizierung der Strecke ist im Rahmen der Dekarbonisierung des Eisenbahnbetriebs bis 2032 vorgesehen.

## Fahrzeugeinsatz
Nachdem die Strecke jahrelang ausschließlich mit Triebwagen der ČD-Baureihe 810 bedient wurde, werden seit Dezember 2011 die vom Liberecký kraj neubeschafften Triebwagen der ČD-Baureihe 840 eingesetzt.